# San Germano Vercellese
San Germano Vercellese ist eine Gemeinde in der italienischen Provinz Vercelli (VC), Region Piemont.

## Lage und Einwohner
San Germano Vercellese liegt 15 km westlich von der Provinzhauptstadt Vercelli. Die Nachbargemeinden sind Casanova Elvo, Crova, Olcenengo, Salasco, Santhià, Tronzano Vercellese und Vercelli.
Das Gemeindegebiet umfasst eine Fläche von 30 km² und hat 1584 Einwohner (Stand 31. Dezember 2023). Die Gemeinde wird von der Via Francigena durchquert. 